# Beth A. Rubino
Beth A. Rubino (* 20. Jahrhundert) ist eine US-amerikanische Szenenbildnerin, die für ihre Arbeit an Gottes Werk & Teufels Beitrag (1999) und American Gangster (2007) für je einen Oscar für das Beste Szenenbild nominiert wurde.

## Biografie
Beth Rubino arbeitet neben ihrer Tätigkeit für Film und Fernsehen auch für die Öffentlichkeit als Innenarchitektin und Wohnraum-Designerin – im Vergleich ihrer beiden Tätigkeitsfelder sagte sie:

„In a movie set, as opposed to a residence, you have to intrinsically build the entire lives of the characters, in a regular residence, you’re creating the top layer of their environment; in a movie we do that but create subtext as well.“

„Bei einem Filmset, gegenüber einer Privatwohnung, muss man wesensmäßig das gesamte Leben der Figur erschaffen – in einer herkömmlichen Unterkunft entwirft man nur die obere Umgebungsschicht [für die Bewohner], dass machen wir auch im Film, aber wir schaffen auch Subtext.“

Seit dem 1987 ist sie im Filmgeschäft tätig und war in verschiedenen Funktionen im Bereich des Szenenbild an mehr als 20 Film- und Fernsehserien beteiligt.

## Filmografie (Auswahl)
- 1993: Super Mario Bros.
- 1993: Romeo Is Bleeding
- 1994: Tödliche Geschwindigkeit
- 1995: Money Train
- 1996: Sleepers
- 1999: Gottes Werk & Teufels Beitrag
- 2000: Little Nicky – Satan Junior
- 2000: Coyote Ugly
- 2003: Was das Herz begehrt
- 2005: Die Dolmetscherin
- 2007: American Gangster
- 2008: Operation Walküre – Das Stauffenberg-Attentat
- 2008: Indiana Jones und das Königreich des Kristallschädels
- 2009: Wenn Liebe so einfach wäre
- 2011: American Horror Story (Fernsehserie, 1 Episode)
- 2015–2016: Quantico (Fernsehserie, 13 Episoden)

## Auszeichnungen
Nominierungen
- 2000: Bestes Szenenbild der Oscarverleihung 2000 für Gottes Werk & Teufels Beitrag
- 2008: Bestes Szenenbild der Oscarverleihung 2008 für American Gangster
- 2012: 
  - „OFTA Television Award“ der Online Film & Television Association für ihre Arbeit an American Horror Story, zusammen mit Mark Worthington, Edward L. Rubin, Charles M. Lagola und Ellen Brill
  - Emmy für „Outstanding Art Direction“ (Herausragendes Szenenbild) für American Horror Story, Zusammen mit Charles M. Lagola und Ellen Brill